# Drosera zigzagia
Drosera zigzagia är en sileshårsväxtart som beskrevs av A.Lowrie. Drosera zigzagia ingår i släktet sileshår, och familjen sileshårsväxter.
Artens utbredningsområde är:
- Ashmore-Cartieröarna.
- Western Australia.

Inga underarter finns listade i Catalogue of Life.